# 그나이우스 폼페이우스 트로구스
그나이우스 폼페이우스 트로구스(라틴어: Gnaeus Pompēius Trōgus)는 기원전 1세기 로마의 역사가이다. 알렉산더 대왕의 아버지 《필리포스의 역사》(라틴어: Historiarum Philippicarum)를 쓴 저자이다.

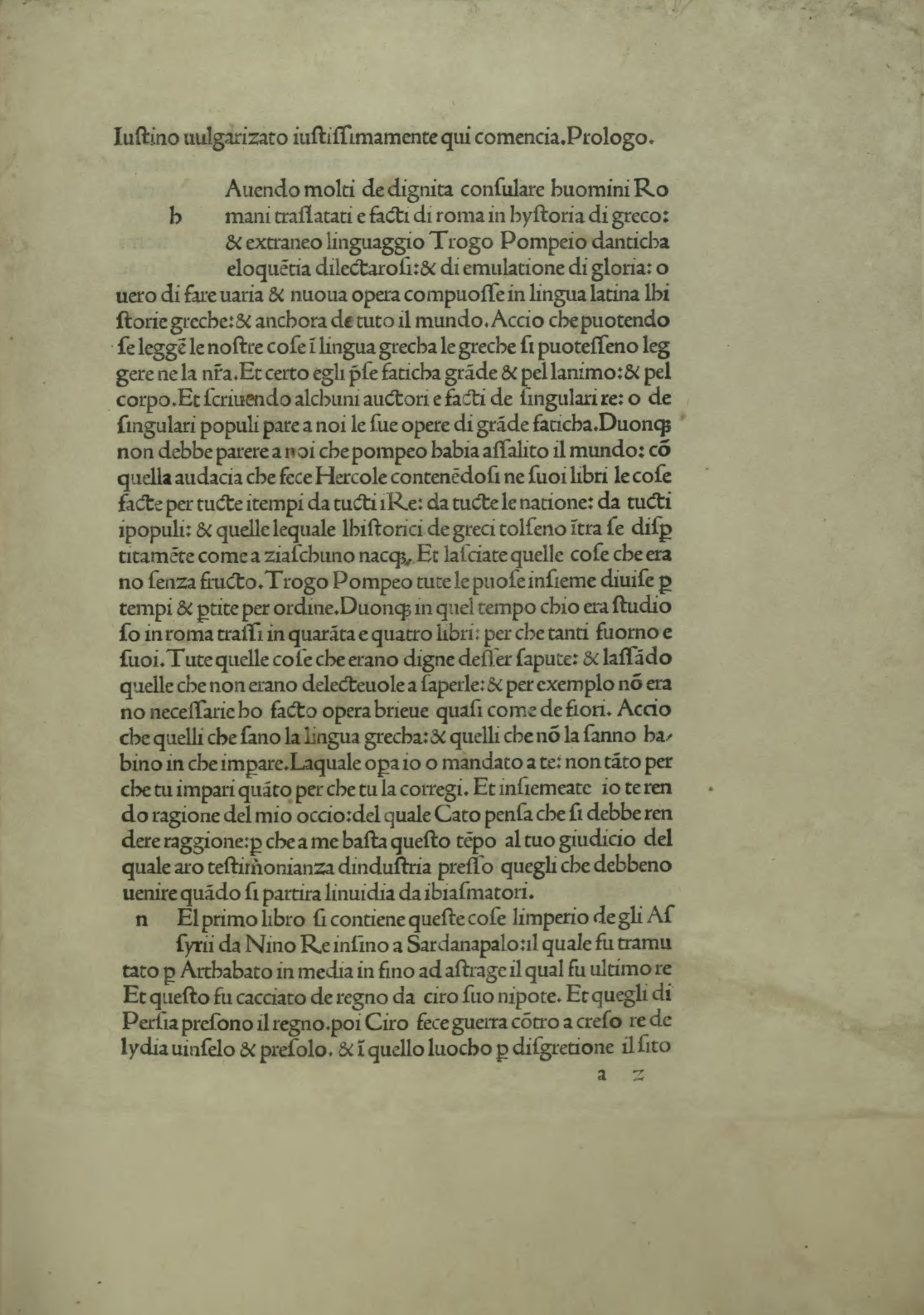
Epitome historiarum Trogi Pompeii

## 개요
트로고스의 조상은 갈리아 나르보넨시스의 켈트족 종족인 워콘티 족으로 거슬러 올라간다. 그의 할아버지에 해당하는 트로고스 폼페이우스는 세루토리우스 전쟁에서 그나이우스 폼페이 휘하에서 싸우며 로마 시민권을 얻었다. 삼촌도 같은 폼페이 하에서 싸웠으며, 아버지는 율리우스 카이사르 휘하에서 로마군 장교로 활약을 한다.
트로고스 저작물로 《필리포스의 역사》 외에 《동물에 대해》(De animalibus)이 있고, 후자는 약간의 조각이 대 플리니우스의 「박물지」에 수록되어 있다.

## 역사관
트로고스의 저서로 가장 알려진 《필리포스의 역사》는 기원전 19년에서 2년 사이에 쓰여진 것으로 예상된다. 3세기에는 유니아누스 유스티누스에 의해 초록이 만들어지고 그 형태로 후세에 남아 있고, 《필리포스 역사》 자체는 남아 있지 않다. 트로고스는 발레이우스 파테르쿨르스, 쿠르티우스 루푸스, 발레리우스 막시무스 같은 라틴어의 역사책에 인용된 어거스틴과 오로시우스 등 참조되고 카시오도로스와 이시도르의 문장에도 이용된 흔적이 있다.
이 역사서에는 정치사뿐만 아니라 자연 잡지, 민족지, 지리지 (地誌)가 포함되어 있으며, 인간의 역사는 자연 저널의 일부라는 태도가 엿 보인다. 그것은 헤로도토스와 포세이도니오스가 쓴 카이사르의 《갈리아 전기》와 타키투스의 《게르마니아》 등의 전통에 따른 것으로 생각된다.
로마뿐만 아니라 지중해를 둘러싼 세계의 역사에 대해 개별 역사가들이 묘사한 것을 시대별로, 또한 사태의 연결을 더듬어 정리한 곳에 트로고스의 역사의 특징이 있다. 이것은 폴리비오스가 《역사》(Historiae)에서 자각적으로 채용하고 포세이도니오스를 통해 트로고스가 점령 것이며, 결국은 ‘보편적 역사　Universalgeschichtsschteibung’로 B. G. 니부루와 J. G. 도로이젠, A v 구토 슈미트 등의 독일 역사에 복권되는 시점이다.
살루스티우스의 영향을 받아 동시대의 로마에 대해서는 비관적인 의견을 가지고 로마는 고대의 공화제의 본질을 잃어 가고 있으며, 몰락하고 다음 제국으로 대체되는 것이 아닌가라고 생각했다. 교회 역사가 히에로니무스는 트로고스의 작품을 추천할만한 역사서로 올렸고, 《황제 권력의 변천 상속》은 히에로니무스의 연대기에 의해 그리스도에게 전달된다.